# 大牟田悠人
大牟田 悠人（おおむた ゆうと、1995年5月15日 - ）は、日本のリポーター、タレントである。
大阪府出身。スターダストプロモーション芸能1部キャスターチーム所属。慶應義塾大学卒業。

## 略歴
第1回スターダストプロモーション芸能1部キャスターオーディションに合格。
キャスターユニット「イケキャス.」のメンバーである。

## 出演

### テレビ
- NTV「ZIP!」[4]
- TBS「王様のブランチ」
- NHK BSプレミアム「ニッポンぶらり鉄道旅」- 旅人
  - 第93回 京成本線 (2017年3月9日)
  - 第97回 京阪電車 (2017年5月4日)
  - 第110回 JR大阪環状線 (2017年10月12日)
  - 第132回 JR中央・総武線 (2018年6月14日)

### インターネット
- AbemaTV「AbemaPrime」